# Koznica (Vladičin Han)
Pour les articles homonymes, voir Koznica.
Koznica (en serbe cyrillique : Козница) est un village de Serbie situé dans la municipalité de Vladičin Han, district de Pčinja. Au recensement de 2011, il comptait 208 habitants.

## Démographie
| 1948 | 1953 | 1961 | 1971 | 1981 | 1991 | 2002 | 2011 |
| ---- | ---- | ---- | ---- | ---- | ---- | ---- | ---- |
| 284  | 298  | 360  | 323  | 298  | 275  | 235  | 208  |

|  |